# Мединасели, Луис Мария Фернандес де Кордова
Луис Мария Фернандес де Кордова (исп. Luis María Fernández de Córdoba; 17 апреля 1749, Мадрид — 12 ноября 1806, Мадрид), 13-й герцог Мединасели — испанский придворный.

## Биография
Сын Педро де Алькантара Фернандеса де Кордова, 12-го герцога де Мединасели, и Марии Франчески Саверии Гонзага.
Первый рыцарь Карла IV, дворянин Палаты и старший майордом королевы.
В 1793 году за свой счет снарядил Хаэнский полк и всю войну против Французской республики служил на фронте.
Был произведен в лагерные маршалы, а в 1795 году в генерал-лейтенанты. Еще при жизни отца король пожаловал его в январе 1789 в рыцари ордена Золотого руна, орденская цепь была возложена на него два месяца спустя в Королевском дворце.

## Семья
Жена (6.02.1764): Хоакина Мария де Бенавидес-и-Пачеко  (1746—1805), 3-я герцогиня де Сантистебан-дель-Пуэрто, дочь Антонио де Бенавидеса, 2-го герцога де Сантистебан-дель-Пуэрто, и Марии де ла Портерии Пачеко Тельес-Хирон
Дети:
- Луис Хоакин (12.08.1780—7.07.1840), герцог Мединасели. Жена (25.05.1802): Мария де ла Консепсьон Понсе де Леон-и-Карвахаль (19.06.1783—27.08.1856), дочь Антонио Марии Понсе де Леона Давилы-и-Каррильо Альборноса, маркиза де Кастромонте, герцога де Монтемара, и Марии Луизы де Карвахаль-и-Гонзага
- Педро Фернандес де Кордова (р. 1776)
- Хоакина Фермина Никасия (1778—1780)